# Xi Enting
Xi Enting (chinesisch 郗恩庭, Pinyin Xī Ēntíng, auch Hsi En-Ting oder Tsi En-Ting; * 3. Januar 1946 in Tianjin; † 27. Oktober 2019) war ein chinesischer Tischtennisspieler. Er wurde 1973 in Sarajevo Weltmeister im Herreneinzel und 1971 in Nagoya auch mit der Mannschaft.

## Spielweise
Xi Enting kam bereits als 14-Jähriger in die Auswahlmannschaft der chinesischen Provinz Hebei. Im Jahre 1965 kam er in die Nationalmannschaft. Er spielte Tischtennis mit dem Penholder-Griff – in einer etwas untypischen Schlägerhaltung (eine Mischung aus chinesischer und japanischer Schlägerhaltung). Xi Enting verzichtete auf den Topspin und erzielte seine Punkte mit einem harten, vor allem aber präzisen Schuss.

## Weltmeisterschaften
Obwohl Xi Enting bereits 1965 in der Nationalmannschaft spielte, musste er bei der Weltmeisterschaft 1965 in Ljubljana noch hinter der „alten Garde“ um Zhuang Zedong, Li Furong und Chang Chi-Lin zurückstehen. In den Jahren 1967 und 1969 nahmen Chinas Sportler wegen der Kulturrevolution nicht an Veranstaltungen außerhalb Chinas teil. Bei der Weltmeisterschaft in Nagoya 1971 wurde Xi Enting Weltmeister mit der Mannschaft und erreichte im Herreneinzel das Halbfinale. Im Endspiel des Herreneinzels in Sarajevo 1973 besiegte er mit seinen präzisen Kontern den ungestüm angreifenden Schweden Kjell Johansson und wurde Weltmeister. Mit der Mannschaft verlor Xi Enting das Finale gegen Schweden.

## Turnierergebnisse
| Verband | Veranstaltung           | Jahr | Ort      | Land | Einzel        | Doppel        | Mixed         | Team |
| ------- | ----------------------- | ---- | -------- | ---- | ------------- | ------------- | ------------- | ---- |
| CHN     | Asienmeisterschaft ATTU | 1974 | Yokohama | JPN  | Silber        | Halbfinale    | Viertelfinale | 1    |
| CHN     | Asienmeisterschaft ATTU | 1972 | Peking   | CHN  | Silber        | Halbfinale    |               | 2    |
| CHN     | Asienspiele             | 1974 | Teheran  | IRI  | Viertelfinale | Halbfinale    | Viertelfinale | 1    |
| CHN     | Weltmeisterschaft       | 1975 | Calcutta | IND  | Viertelfinale | Viertelfinale | keine Teiln.  |      |
| CHN     | Weltmeisterschaft       | 1973 | Sarajevo | YUG  | Gold          | Viertelfinale | keine Teiln.  | 2    |
| CHN     | Weltmeisterschaft       | 1971 | Nagoya   | JPN  | Halbfinale    | letzte 32     | letzte 16     | 2    |